# Simetrična razlika množic
Simetrična razlika množic je računska operacija med množicami. Rezultat te računske operacije je množica, sestavljena iz elementov, ki pripadajo danim množicam, vendar ne skupni elementi – torej disjunktna unija. Simetrična razlika množic {\displaystyle A} in {\displaystyle B} je sestavljena iz elementov, ki so v množici {\displaystyle A} in v množici {\displaystyle B}, brez elementov, ki so jima skupni:
{\displaystyle A\operatorname {\Delta } B=\{x:(x\in A)\veebar (x\in B)\}}
Simetrična razlika množic A in B se običajno označuje z {\displaystyle A\operatorname {\Delta } B} (alternativno, {\displaystyle A\operatorname {\vartriangle } B}), {\displaystyle A\oplus B}, ali {\displaystyle A\ominus B}.
Za primer, simetrična razlika množic {\displaystyle \{1,2,3\}} in {\displaystyle \{3,4\}} je {\displaystyle \{1,2,4\}}.

## Lastnosti
Simetrična razlika je enaka uniji obeh relativnih komplementov, to je:
{\displaystyle A\,\Delta \,B=\left(A\setminus B\right)\cup \left(B\setminus A\right)}
Simetrična razlika se lahko tudi izrazi kot unija dveh množic, iz katere odstranimi njihov presek:
{\displaystyle A\,\Delta \,B=(A\cup B)\setminus (A\cap B)}
Simetrična razlika je komutativna in asociativna:
{\displaystyle {\begin{aligned}A\,\Delta \,B&=B\,\Delta \,A,\\(A\,\Delta \,B)\,\Delta \,C&=A\,\Delta \,(B\,\Delta \,C).\end{aligned}}}